# Préfecture de Sirdjan

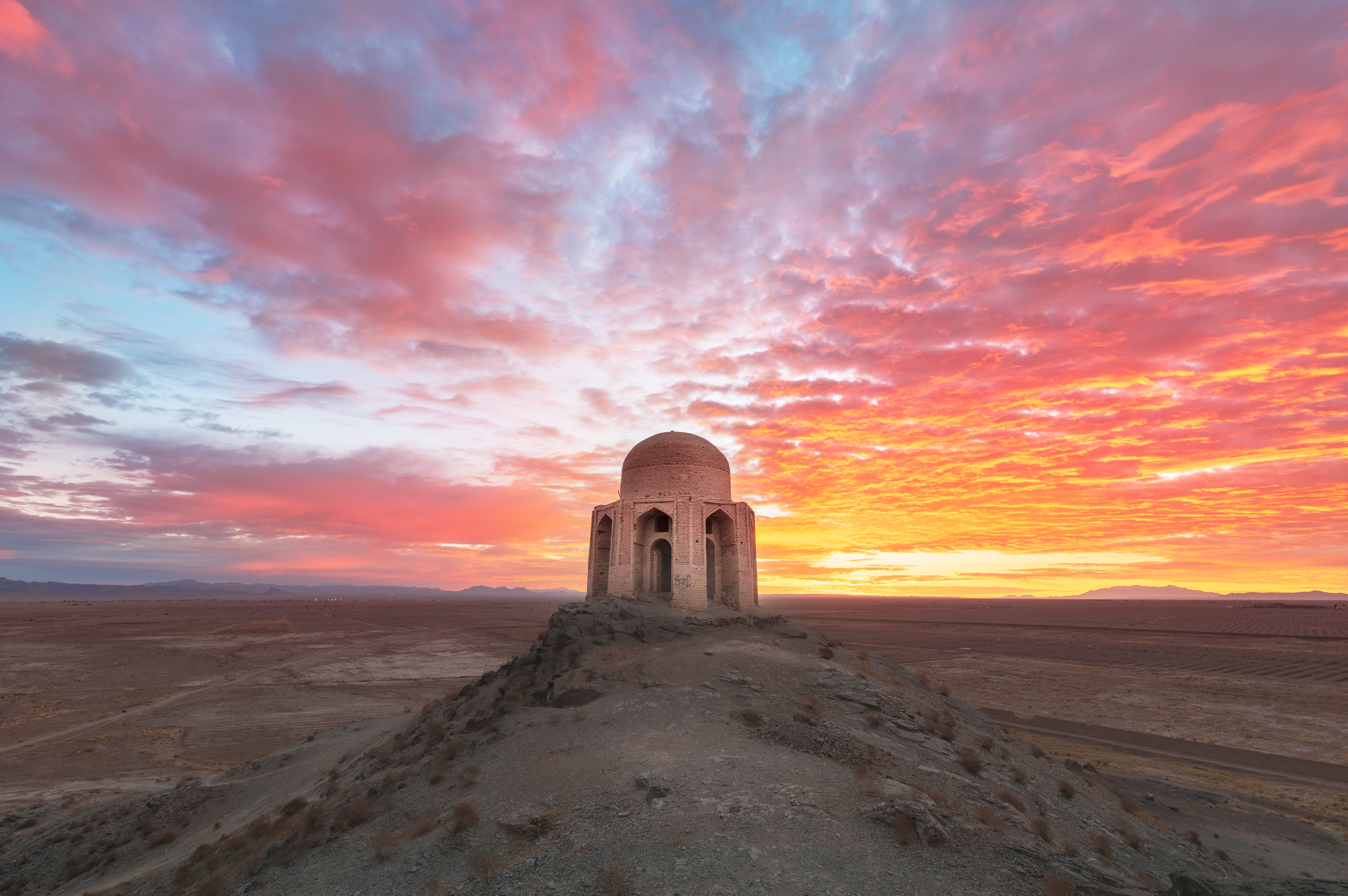
آرامگاه شاه فیروز. Décembre 2020.

La préfecture de Sirdjan (en persan : شهرستان سیرجان) est une préfecture de la province de Kerman, en Iran. Sa capitale est Sirdjan.
En 2006, sa population s'élevait à 239 455 habitants.
La préfecture est subdivisée en deux circonscriptions (bakhsh):
- Centrale (بخش مرکزی), comprenant les villes de Sirjan, Najafshahr et Zeydabad ;
- Pariz (بخش پاریز), comprenant la ville de Pariz.